# Guarea carapoides
Guarea carapoides  es una especie de planta con flor en la familia de las Meliaceae. 

## Hábitat
Es endémica de Ecuador y de Perú donde está confinada al Amazonas peruano en la boca del río Santiago.
Aparentemente, solo se tiene conocimiento del espécimen tipo.

## Taxonomía
Guarea carapoides fue descrita por Hermann Harms y publicado en Notizblatt des Botanischen Gartens und Museums zu Berlin-Dahlem 10: 245. 1928.